# Axel Lawarée
Axel Lawarée, né le 9 octobre 1973 à Huy en Belgique, est un footballeur belge. Il est actuellement manager du centre national de football à Tubize.

## Biographie

### Standard de Liège
Ancien agent et notamment de l'entraineur Felice Mazzu, Axel Lawarée devient le nouveau directeur sportif le 3 novembre 2014 au Standard de Liège, auprès du Président Roland Duchâtelet. Lors de la prise de pouvoir de Bruno Venanzi en 2016, Lawarée quitte sa fonction de directeur sportif, remplacé par Olivier Renard, et devient Manager Stagiaires Elites au sein de l'Académie.5 mois plus tard, le 16 mai 2016, il quitte le club.

### Seraing United
Le 12 juillet 2016, le club de Seraing United annonce en conférence de presse l'engagement d'Axel Lawarée en tant que nouveau directeur sportif du club.
Le 22 juin 2019, il quitte ses fonctions pour rejoindre le centre national de Tubize de l'Union Belge.

### Fédération royale belge de Football
Le 22 juin 2019, il arrive au centre national de Tubize afin d'occuper un poste de manager.

## Palmarès
- SK Rapid Vienne
  - Champion d'Autriche 2004-2005

## Distinctions personnelles et records
- SC Bregenz
  - Meilleur buteur 2002-2003 (21 buts)